# Zone humide du Métro
Zone humide du Métro este o arie protejată (sit de importanță comunitară — SCI) din Franța întinsă pe o suprafață de 159 ha, integral pe uscat.

## Localizare
Centrul sitului Zone humide du Métro este situat la coordonatele 43°33′36″N 1°29′08″W / 43.56°N 1.48556°V.

## Înființare
Situl Zone humide du Métro a fost declarat arie specială de conservare în baza directivei 92/43 din 1992 referitoare la conservarea habitatelor naturale și a faunei și florei sălbatice pentru a proteja 1 specie de plante.

## Biodiversitate
Situată în ecoregiunea atlantică, aria protejată conține 5 habitate naturale: Dune cu Salix repens ssp. argentea (Salicion arenariae), Dune împădurite cu Pinus pinea și/sau Pinus pinaster, Ape oligotrofe din câmpii nisipoase, cu un conținut foarte redus de minerale (Littorelletalia uniflorae), Pajiști umede atlantice temperate cu Erica ciliaris și Erica tetralix, Dune împădurite din regiunile atlantică, continentală și boreală.
La baza desemnării sitului se află o specie protejată de  plante: caropsis verticillatoinundata (Thorella verticillatinundata)